# فكتور أونوبكو
فكتور أونوبكو (بالروسية: Виктор Савельевич Онопко)‏ (مواليد 14 أكتوبر 1969) هو لاعب كرة قدم. يلعب مع منتخب روسيا لكرة القدم. سبق له أن لعب في كأس العالم لكرة القدم مع منتخب بلاده.

## روابط خارجية
- فكتور أونوبكو على موقع الاتحاد الأوربي (الإنجليزية)
- فكتور أونوبكو على موقع قاعدة بيانات كرة القدم.إي يو (الإنجليزية)
- فكتور أونوبكو على موقع ناشيونال فوتبول تيمز (الإنجليزية)
- فكتور أونوبكو على موقع Soccerway.com (الإنجليزية)
- فكتور أونوبكو على موقع عالم كرة القدم.نت (الإنجليزية)